# Листопадовка (Калининградская область)
Листопадовка — посёлок в Зеленоградском районе Калининградской области. Входил в состав Красноторовского сельского поселения.

## История
Бэрхольц (господский двор) до 1946 года.

## Население
| 2002 | 2010 |
| ---- | ---- |
| 21   | ↘15  |